# Marinette (Wisconsin)
Pour les articles homonymes, voir Marinette.
La ville de Marinette est le siège du comté de Marinette, dans le Wisconsin, aux États-Unis. Sa population s’élevait à 10 968 habitants lors du recensement de 2010, estimée à 10 608 habitants en 2018.

## Toponymie
La ville et le comté ont été nommés Marinette en l'honneur de Marie-Antoinette Chevalier (1784-1865), une femme métisse influente qui dirigeait un poste de traite près de l'embouchure de la rivière Menominee. D'ascendance Menominee et canadienne-française, elle était connue sous le nom de Queen Marinette.

## Géographie
Après un parcours de 190 km, la rivière Menominee se jette dans le lac Michigan à la hauteur de la ville de Marinette et de la ville de Menominee, dans le Michigan. 

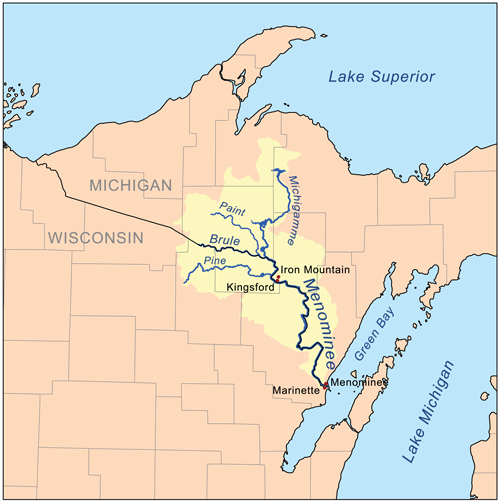
Carte de la région de Marinette.

## Démographie
| Groupe            | Marinette | Wisconsin | États-Unis |
| ----------------- | --------- | --------- | ---------- |
| Blancs            | 97,0      | 86,2      | 72,4       |
| Métis             | 1,2       | 1,8       | 2,9        |
| Asiatiques        | 0,6       | 2,3       | 4,8        |
| Amérindiens       | 0,6       | 1,0       | 0,9        |
| Autres            | 0,5       | 2,4       | 6,2        |
| Afro-Américains   | 0,3       | 6,3       | 12,6       |
| Total             | 100       | 100       | 100        |
|                   |           |           |            |
| Latino-Américains | 1,4       | 5,9       | 16,7       |

Selon l’American Community Survey, pour la période 2011-2015, 95,25 % de la population âgée de plus de 5 ans déclare parler l’anglais à la maison, alors que 3,10 % parle l’espagnol, 0,74 % l’allemand et 0,90 % une autre langue.
Entre 2012 et 2016, le revenu par habitant était en moyenne de 22 671 dollars par an, bien en dessous de la moyenne du Wisconsin (29 253 dollars) et des États-Unis (29 829 dollars). De plus, 18,5 % des habitants de Marinette vivaient sous le seuil de pauvreté (contre 11,8 % dans l'État et 12,7 % à l'échelle du pays).

## Personnalité
- Bert Hassell (1893-1974), aviateur, y est né.